# Tiffany Taylor

Tiffany Taylor est un modèle de charme née le 17 juillet 1977 à Leesburg, comté de Loudon, en Virginie.

## Biographie
Ses parents divorcèrent lorsqu’elle eut 10 ans et son père eut sa garde. Son père se remaria lorsqu’elle avait 13 ans et ils déménagèrent dans le Maryland. Elle y étudia dans une école secondaire avant de devenir serveuse pour la chaîne de restaurants Hooters et avant d’entamer une carrière de mannequin. Elle fut la playmate du magazine Playboy de novembre 1998, ainsi que Miss Avril dans le calendrier American Dream de la même année.
En juillet 2002, Taylor sortit de l’université du Maryland avec un diplôme en criminologie.

## Apparitions dans des éditions de Playboy
- Playboy College Girls Avril 1997 - pages 90-93.
- Playboy Book of Lingerie, vol. 58, novembre 1997 - Gen Nishino, pages 26-27.
- Playboy Book of Lingerie, vol. 59, janvier 1998 - Gen Nishino, pages 4-9.
- Playboy Book of Lingerie, vol. 60, mars 1998 - pages 66-67.
- Playboy Playmate Review, vol. 15, août 1999 - pages 78-85.
- Playboy Book of Lingerie, vol. 69, septembre 1999 - couverture.
- Playboy Voluptuous Vixens, vol. 3, octobre 1999.
- Playboy Book of Lingerie, vol. 70, novembre 1999.
- Playboy Barefoot Beauties Vol. 1er décembre 1999.
- Playboy Nudes Décembre 1999 - pages 76-77.
- Playboy College Girls Février 2000.
- Playboy Girls of Summer Mai 2000.
- Playboy Book of Lingerie, vol. 75, septembre 2000.
- Playboy Playmates in Bed, vol. 4, octobre 2000 - pages 28-31.
- Playboy Book of Lingerie, vol. 76, novembre 2000.
- Playboy Barefoot Beauties, vol. 2, janvier 2001.
- Playboy Book of Lingerie, vol. 77, janvier 2001 - pages 30-33.
- Playboy Nude Playmates Avril 2001 - pages 42-43.
- Playboy Nude Playmates Avril 2002 - pages 14-17.
- Playboy Book of Lingerie, vol. 85, mai 2002.
- Playboy Voluptuous Vixens, vol. 6, août 2002.
- Playboy Playmates in Bed, vol. 6, décembre 2002 - pages 76-81.
- Playboy Barefoot Beauties, vol. 4, janvier 2003.
- Playboy Sexy 100 Février 2003.
- Playboy Nude Playmates Avril 2003 - pages 16-17.
- Playboy Nude Playmates Avril 2004 - pages 50-53.
- Playboy Nude Playmates Mars/Avril 2006 - pages 28-33.
- Playboy Sexy 100 Mai/Juin 2006.
- Playboy Sexy 100 Mai 2007.